# Las Cruces, Novi Meksiko
Las Cruces je grad američke savezne države Novi Meksiko. Nalazi se u središnjem dijelu juga države, neposredno uz rijeku Rio Grande. Sjedište je okruga Doña Ana. 2013. u gradu je živjelo 101 324 stanovnika čime je bio drugi po naseljenosti grad u državi poslije Albuquerquea. Las Cruces je najveći grad u okrugu Dona Ana i u južnom Novom Meksiku. Dio je glavnog naselja metropolitanskog statističkog područja koje obuhvaća cijeli okrug Doña Ana i dio je kombiniranog statističkog područja El Paso-Las Cruces.
Nije egzaktno poznato po čemu se grad zove. Postoji legenda da je ime dobio prema tri križa na brdu koji su označavali grobove bandita, što odražava staru priču o dolini 'Los Hermanos'. Na španjolskom "Las Cruces" znači "križevi."
Las Cruces je gospodarsko i zemljopisno središte plodne doline Mesilla koja je poljoprivredni kraj na naplavnoj ravnici rijeke Rio Grande. Proteže se od Hatcha u Novom Meksiku do zapadne strane El Pasa u Teksasu.
Rijeka Rio Grande teče kroz Las Cruces i Mesillu i opskbljuje vodu za navodnjavanje intenzivne poljoprivrede koja okružuje grad.
Las Cruces se nalazi usred kaldere Organ, a planinski lanac Doña Ana i Sierra de los Órganos rubovi su tog grotla. Zadnja velika erupcija bila je prije 32 milijuna godina.
U Las Crucesu je južni izlaz s državne ceste Novog Meksika br. 185 na US Route 70. Tu je i sjeverni izlaz a Državne ceste Novog Meksika br. 188. 

## Vanjske poveznice
- Službene internetske stranice grada Las Crucesa